# Campeonato Mundial de Netball
El Campeonato del Mundo de Netball es un torneo international de netball que se organiza cada cuatro años coordinado por la Asociación Internacional de Federaciones de Netball (IFNA), inaugurada en 1963.

## Historia
En 1960, representantes de Inglaterra, Australia, Nueva Zelanda, Sudáfrica y la Federación de las Indias Occidentales se reunieron para discutir las reglas del deporte. De esta manera se estableció la Federación Internacional femenina de Baloncesto y Netball (más tarde se llamó Asociación Internacional de Federaciones de Netball). Las reglas formales se establecieron en la reunión inaugural y se decidió celebrar el Campeonato del Mundo cada cuatro años. El primer Campeonato se celebró en 1963 y se realizó en Inglaterra. Desde entonces se han celebrado 11 torneos más.

## Resultados
| Año  | 1º                                        | 2º                | 3º                | Lugar                            | Equipos |
| ---- | ----------------------------------------- | ----------------- | ----------------- | -------------------------------- | ------- |
| 1963 | Australia                                 | Nueva Zelanda     | Inglaterra        | Eastbourne, Inglaterra           | 11      |
| 1967 | Nueva Zelanda                             | Australia         | Sudáfrica         | Perth, Australia                 | 8       |
| 1971 | Australia                                 | Nueva Zelanda     | Inglaterra        | Kingston, Jamaica                | 9       |
| 1975 | Australia                                 | Inglaterra        | Nueva Zelanda     | Auckland, Nueva Zelanda          | 11      |
| 1979 | Australia Nueva Zelanda Trinidad y Tobago | No hubo           | No hubo           | Puerto España, Trinidad y Tobago | 19      |
| 1983 | Australia                                 | Nueva Zelanda     | Trinidad y Tobago | Singapur                         | 14      |
| 1987 | Nueva Zelanda                             | Trinidad y Tobago | Australia         | Glasgow, Escocia                 | 17      |
| 1991 | Australia                                 | Nueva Zelanda     | Jamaica           | Sídney, Australia                | 20      |
| 1995 | Australia                                 | Sudáfrica         | Nueva Zelanda     | Birmingham, Inglaterra           | 27      |
| 1999 | Australia                                 | Nueva Zelanda     | Inglaterra        | Christchurch, Nueva Zelanda      | 26      |
| 2003 | Nueva Zelanda                             | Australia         | Jamaica           | Kingston, Jamaica                | 24      |
| 2007 | Australia                                 | Nueva Zelanda     | Jamaica           | Auckland, Nueva Zelanda          | 16      |
| 2011 | Australia                                 | Nueva Zelanda     | Inglaterra        | Singapur                         | 16      |
| 2015 | Australia                                 | Nueva Zelanda     | Inglaterra        | Sídney, Australia                | 16      |
| 2019 | Nueva Zelanda                             | Australia         | Inglaterra        | Liverpool, Inglaterra            | 16      |
| 2023 | Australia                                 | Inglaterra        | Jamaica           | Ciudad del Cabo, Sudáfrica       | 16      |